# Кетски език
Кетският език по всяка вероятност е последният оцелял език от условно нареченото енисейско езиково семейство. Разпространен е по средното течение на р. Енисей и нейните притоци. Правени са опити да бъде причислен към китайско-тибетските и севернокавказките езици, както и към изолирания бурушаски език в Пакистан.
Езикът е застрашен от изчезване. Броят на етническите кети стабилно намалява и при преброяването в СССР през 1989 година са преброени само около петстотин, които владеят езика като майчин.
Първите сведения за езика са публикувани от П. Палас през 1788 година в пътеписа „Путешествия по разным провинциям Русского Государства“. През 1858 година М. Кастрен публикува първата граматика и речник (Versuch einer jenissei-ostjakischen und kottischen Sprachlehre). През 19 век кетите погрешно се смятат за угро-фини. През 1934 година. Н. Каргер издава граматика („Кетский язык“) и буквар („Букварь на кетском языке“). През 1967 година Е. Алексеенко прави историко-етнографско изследване със заглавие „Кеты“. За изучването на кетския език през 20 век голямо значение играят трудовете на Е. А. Крейнович, А. Дулзон, Г. Вернер. От 1960 година се организират няколко експедиции на московски езиковеди и етнографи с участието на В. Топоров, Б. Успенский, С. Старостин, К. Решетников и други), чиито материали се издават в няколко „кетски сборника“. Сега с проблемите на кетския език се занимава американският лингвист Едуард Вайда, който има собствена хипотеза за произхода и граматиката на кетския език.